# Ich, Heinz Erhardt
Ich, Heinz Erhardt ist ein Theatertext von John von Düffel, der 2009 zu Ehren des 100. Geburtstag des Komikers Heinz Erhardt in der Inszenierung von Ingo Putz am Staatstheater Oldenburg uraufgeführt wurde. Das Stück ist gleichzeitig eine Hommage an seinen Hauptdarsteller Murat Yeginer, der den Anstoß zur Produktion des Stücks gab. Neben der Würdigung des großen deutschen Komikers Erhardt ist es auch ein Beitrag zur Integrationsdebatte.

## Entstehung
Die Lebenswege von Erhardt und Yeginer wiesen dem Autor zufolge „spannende Parallelen“ auf – beide waren als Söhne von Migranten (Erhardt stammte aus Lettland) gezwungen sich ihren Platz in Deutschland zu erkämpfen und erreichten dies mit Humor. Bei dem Stück handelt es sich um ein Auftragswerk. Co-Produziert wurde es vom Theater Pforzheim, dessen Schauspieldirektor Yeginer ist.

## Inhalt
Ahmet, ursprünglich Bäcker aus Anatolien, jetzt Deutschlehrer am Goethe-Institut in Istanbul, wo er Einwanderungswillige auf den Integrationstest in Deutschland vorbereitet, ist ein Sohn des berühmten Komikers Heinz Erhardt. Das scheint zunächst unglaublich, doch der anfänglich traditionell gekleidete, schnauzbärtige Türke wird im Verlauf seiner mono- und dialogischen Erzählung tatsächlich dem Vorzeigedeutschen der Wirtschaftswunderjahre immer ähnlicher und zuletzt, so scheint es, ist er Heinz Erhardt.
In den Theatertext sind eine Reihe von Originalzitaten Erhardts eingeflochten, allerdings ist nicht immer klar, wo von Düffel aufhört und Erhardt anfängt bzw. umgekehrt.

## Kritiken
- Murat Yeginer (...) überwältigt uns, wenn er als Entertainer viele der schönsten Heinz-Erhardt-Witze zum Besten gibt, charmant auf die Damen im Saal zusingt und uns die Lebensgeschichte des Komikers zu Herzen gehend erzählt – ab und zu von kurzen Filmschnipseln unterbrochen. "Ich – Heinz Erhardt" ist ein zutiefst menschlicher Abend. Stefan Grund in Die Welt[5]
- „Ich, Heinz Erhardt“ ist eine tragikomische Biografie, mit traurigen sowie urkomischen Momenten. Simone Weigand zur Premiere in der Nordwest-Zeitung[3]
- Regisseur Ingo Putz hat sowohl dem Autor als auch dem Darsteller Platz geschaffen und scheint sich auch sonst im Hintergrund gehalten zu haben. Ein Vorhang, ein Stück Holzfußboden, ein Klavier (inklusive Spieler Christoph Iacono, der auch als Dialogpartner eine gute Figur macht) und Videoeinspielungen füllen die Bühne im Großen Haus nicht annähernd. Das besorgt Murat Yeginer allein, mit seinem körperbetonten Spiel, mit Hüftschwung beim überraschend anmutigen Tanzen und kokettem Schielen aufs Publikum, das er immer wieder anspielt und zum Mitsprechen auffordert, zuweilen auch auf Türkisch. Regina Jerichow in der Nordwest-Zeitung[6]
- Am Ende der Aufführung ist Ahmets Assimilation auch optisch perfekt: Er trägt jetzt Anzug mit Hemd und Krawatte und hat seinen Schnauzbart abgerissen, während Heinz Erhardt per Video in einem Scheichkostüm grüßt. Corinna Laubach im Hamburger Abendblatt[7]

## Einzelbelege
1. ↑  Noch'n Gerücht: Heinz Erhardt war Türke, Die Welt vom 16. November 2009
2. ↑   Archivlink (Memento des Originals vom 3. Dezember 2009 im Internet Archive)  Info: Der Archivlink wurde automatisch eingesetzt und noch nicht geprüft. Bitte prüfe Original- und Archivlink gemäß Anleitung und entferne dann diesen Hinweis.
3. 1 2  Simone Wiegand: Hommage an humorvolle Herren mit Herz auf Nordwest-Zeitung. Abgerufen am 15. November 2009
4. ↑  Corinna Laubach: Wie Heinz Erhardt zum Türken wurde. In: abendblatt.de. 12. November 2009, abgerufen am 29. Januar 2024.
5. ↑  Stefan Grund: Uraufführung: Noch'n Gerücht: Heinz Erhardt war Türke. In: welt.de. 16. November 2009, abgerufen am 7. Oktober 2018.
6. ↑   (Seite nicht mehr abrufbar, festgestellt im Februar 2024. Suche in Webarchiven)  Info: Der Link wurde automatisch als defekt markiert. Bitte prüfe den Link gemäß Anleitung und entferne dann diesen Hinweis.
7. ↑  Am Ende der Aufführung ist Ahmets Assimilation auch optisch perfekt: Er trägt jetzt Anzug mit Hemd und Krawatte und hat seinen Schnauzbart abgerissen, während Heinz Erhardt per Video in einem Scheichkostüm grüßt.